# İstanbul Futbol Ligi 1910/11

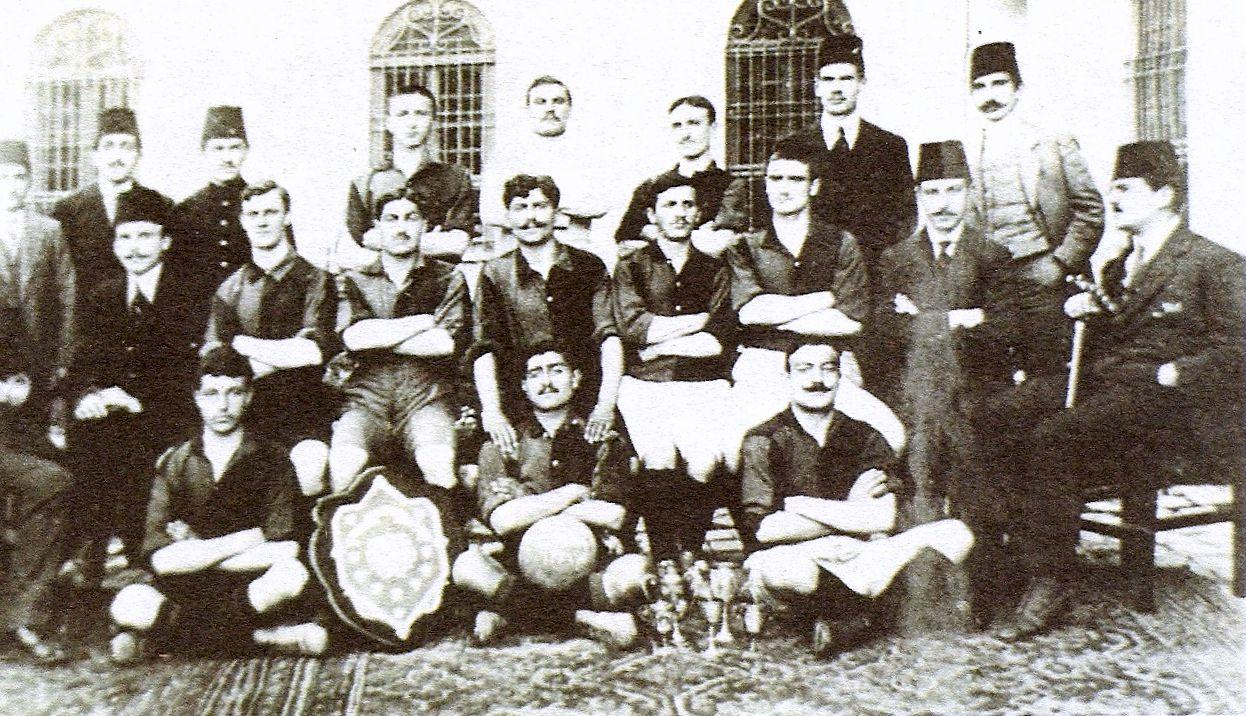
Galatasaray Istanbul, İstanbul Futbol Ligi 1910/11-Sieger

Die İstanbul Futbol Ligi 1910/11 war die siebte ausgetragene Saison der İstanbul Futbol Ligi. Meister wurde zum dritten Mal Galatasaray Istanbul.

## Statistiken

### Abschlusstabelle
Punktesystem
Sieg: 2 Punkte, Unentschieden: 1 Punkt, Niederlage: 0 Punkte
| Pl. | Verein               | Sp. | S | U | N | Tore    | Diff. | Punkte |
| --- | -------------------- | --- | - | - | - | ------- | ----- | ------ |
| 1.  | Galatasaray Istanbul | 8   | 8 | 0 | 0 | 029:200 | +27   | 16     |
| 2.  | Progres              | 8   | 4 | 0 | 4 | 010:180 | −8    | 08     |
| 3.  | Cadi-Keuy FC         | 7   | 2 | 1 | 4 | 006:400 | +2    | 05     |
| 4.  | Strugglers FC        | 6   | 1 | 2 | 3 | 006:700 | −1    | 04     |
| 5.  | Fenerbahçe Istanbul  | 7   | 1 | 1 | 5 | 003:230 | −20   | 03     |

## Kreuztabelle
Die Kreuztabelle stellt die Ergebnisse aller Spiele dieser Saison dar. Die Heimmannschaft ist in der linken Spalte, die Gastmannschaft in der oberen Zeile aufgelistet.
| 1910/11              | Galatasaray Istanbul | PRO | CKF | STR | Fenerbahçe Istanbul |
| -------------------- | -------------------- | --- | --- | --- | ------------------- |
| Galatasaray Istanbul |                      | 8:1 | 1:0 | 1:0 | 7:0                 |
| Progres              | 1:3                  |     | 1:0 | 1:0 | 1:0                 |
| Cadi-Keuy FC         | 0:1                  | 3:0 |     | 0:0 | 0:1                 |
| Strugglers FC        | 0:3                  | 4:0 | :   |     | :                   |
| Fenerbahçe Istanbul  | 0:5                  | 0:5 | 0:3 | 2:2 |                     |

## Die Meistermannschaft von Galatasaray Istanbul
| 1. | Galatasaray Istanbul |
|    | - Tor: Ahmet Robenson (4/–) - Abwehr: Bekir Sıtkı Bircan (4/–), Todor Bojkoff (3/–), Dalaklı Hüseyin (3/–), Neşet Bey (1/–) - Mittelfeld: Ali Sami Yen (2/–), Hasan Basri Bey (3/–), Celal İbrahim Bey (4/4) - Angriff: İdris Bey (3/1), Fuad Hüsnü Kayacan (1/–), Emin Bülent Serdaroğlu (4/2), Steryo (3/–), Rowland Rees (3/–), Highton (1/–), Ali Tümay (1/–) |